# 郑志豪
郑志豪（1931年—），男，浙江镇海人，中国核物理及核技术，曾任兰州大学教授、博士生导师。